# Sam Pattipeiluhu
Sam Pattipeiluhu (* 10. April 1950 in Sorong; † 18. April 1996) war ein indonesischer gehörloser Lehrer. Im Alter von neun Jahren ertaubte er. Innerhalb der niederländischen Gehörlosengemeinschaft war er als Verfechter und Gründer des Lehrer-/Dolmetscher-Ausbildungskurses für Nederlandse Gebarentaal an der Fachhochschule Utrecht bekannt. „Nein“ und „Geht nicht“ waren Gesten und Worte, die es für ihn nicht gab.

## Wirken
Er war mit der Qualität der Gehörlosenbildung unzufrieden und betonte stets, wie wichtig eine gute Ausbildung für Gehörlose sei, um in der Gesellschaft mehr erreichen zu können. In einem Interview sagte er dazu einmal: „Viele Menschen in der Gehörlosenpädagogik haben kein gutes Bild von gehörlosen Menschen. Sie kennen die Welt der Gehörlosen nicht wirklich. Nur eine Handvoll Menschen in der Pädagogik machen sich die Mühe, sich wirklich damit auseinanderzusetzen. Das Ergebnis ist aber, dass Entscheidungen getroffen werden, die nicht der Realität entsprechen.“
Sam Pattipeiluhu war gegen eine mündliche (sprechorientierte) Ausbildung, die die Entwicklung eines gehörlosen Kindes behindern würde. Er selbst war der erste gehörlose Lehrer in den Niederlanden und kommunizierte mit seinen Schülern in Nederlandse Gebarentaal. Er war unter anderem am Rudolf Mees Instituut und der Ammanstichting tätig.

## Swedoro
Swedoro, die Rotterdamer Wohlfahrtsstiftung für Gehörlose, verleiht den Sam Pattipeiluhu-prijs jedes Jahr an eine Person/Organisation, die sich für die Verbesserung der Stellung gehörloser und schwerhöriger Menschen in der Gesellschaft eingesetzt hat.